# Jestřabina lékařská

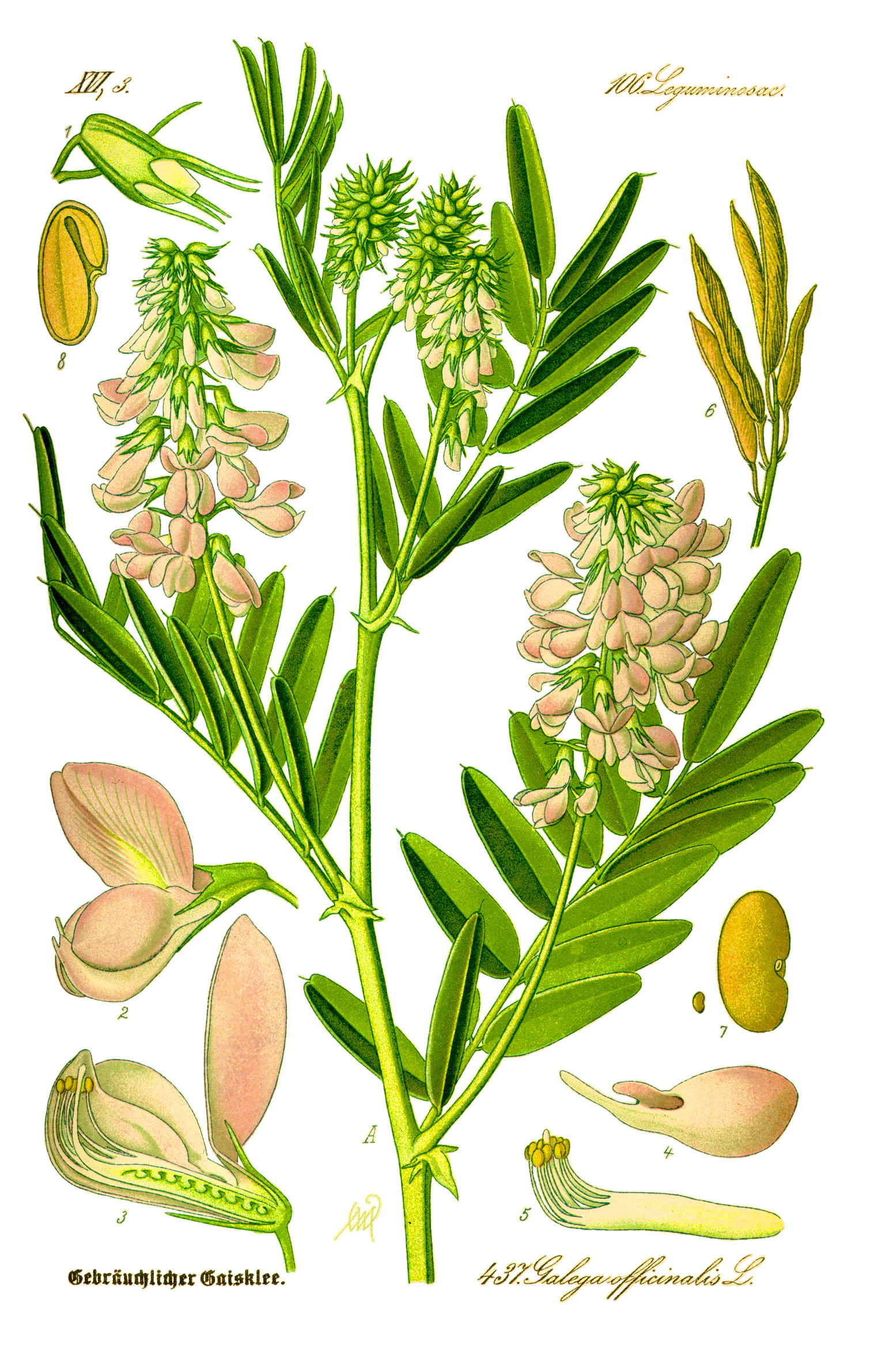
Ilustrace jestřabiny lékařské

Jestřabina lékařská (Galega officinalis) je vytrvalá rostlina s odstálými nebo nicími namodralými či nafialovělými květy v bohatém hroznu, jediný druh rodu jestřabina rostoucí v české přírodě. Je považována za naturalizovaný archeofyt, který na území České republiky připutoval od Středozemního moře.

## Rozšíření
Druh pocházející z jižní a jihovýchodní Evropy je nyní rozšířen také ve velké části západní a střední Evropy až po střední Rusko a dále v Malé Asii, v oblasti Kavkazu i v Íránu a Iráku. Zavlečen byl i na sever i jih Ameriky. V Česku roste téměř po celém území, nejintenzivněji v teplých oblastech termofytika a mezofytika jižní Moravy.

## Ekologie
Roste na loukách a okrajích cest, na březích vodních toků nebo nádrží i na rumištích a skládkách. Vyskytuje se také na nitrofilních a zasolených místech, mnohdy na jaře po delší dobu zaplavených. Má ráda těžší hlinité a jílovité půdy bohaté na živiny. V minulosti byla záměrně vysévána jako krmná plodina a tehdy se rozšířila do mnoha míst.

## Popis
Vytrvalá rostlina, vysoká 40 až 100 cm, která vyrůstá ze silného kořene s větevnatými oddenky. Lodyhy jsou přímé, početné, nevětvené nebo rozvětvené již od báze, v průřezu oblé, plytce rýhované a lysé. Nejspodnější listy s řapíky jsou celistvé a teprve výše se jejich čepele stávají lichozpeřenými, jsou složené z pěti až devíti párů lístků. Téměř přisedlé lístky bývají podlouhlé neb kopinaté, 1 až 4 cm dlouhé a do 1 cm široké, celokrajné, na koncích špičaté a obvykle lysé. Na lodyze u řapíků jsou polostřelovité zoubkaté palisty.
Z úžlabí listů vyrůstají koncové hrozny s 15 až 35 oboupohlavnými květy na krátkých stopkách. Obvykle převislé květy mají zvonkovitý, asi 5 mm dlouhý pěticípý kalich, jeho trojúhelníkovité zuby jsou obvykle o něco delší než kališní trubka. Koruna, asi 10 mm dlouhá, má světle modrou pavézu a bělavě namodralá křídla i člunek. V květu je do jednoho svazku srostlých 10 tyčinek, jsou i s prašníky kratší než čnělka s bliznou. Rostlina kvete v červenci až září. Ploidie druhu je 2n = 16.
Plodem je 3 až 4 cm dlouhý, přímo odstálý, válcovitý a na vrcholu v zobáček zúženy lusk, součást hroznovitého plodenství. Slabě článkovitý a lysý lusk s vyniklou žilnatinou obsahuje 4 až 7 semen, je obvykle nepukavý a většina semen se dostává do půdy až po jeho rozpadu v následujícím roce. Ledvinovitá, slabě zploštělá, asi 3,5 mm dlouhá semena mohou být olivově zelená až červeno hnědá.
Po svém okolí se rozmnožuje oddenky a vytváří husté jednodruhové kolonie. Na větší vzdálenosti se šíří semeny která klíčí až v druhé půli jara.

## Význam
Jestřabina lékařská má, jak napovídá druhové jméno, mnohé léčivé vlastnosti využívané v lidovém léčitelství, sbírá se hlavně její nať. Rostlina obsahuje glykosidy, aminokyseliny, sacharidy, saponiny, třísloviny a hořčiny. Usušená droga se podává formou nálevu a její hlavní léčebné vlastnosti spočívají ve snižování hladiny cukru v krvi, ke zvyšování činnosti mléčných žláz a působí také silně močopudně. Naopak její semena nejsou lidem prospěšná a ve větším množství mohou uškodit.
V minulosti byla vysévána jako pícnina obsahující hodně bílkovin i sacharidů a pro zvýšení produkce mléka se přidávala dobytku do krmiva. V současnosti se od této praxe upustilo, neboť dojivost je sice vyšší, ale mléko mívá nepříznivé organoleptické vlastnosti (hořkost). Při kombinaci s jinými krmivářskými surovinami dochází k poškozování trávicího traktu a ke snižování hmotnosti zvířat. V současnosti bývá tato rychle rostoucí rostlina používána jako zelené hnojení, obohacuje půdu o organickou hmotu i atmosférický dusík.

## Ohrožení
Jestřabina lékařská není v ČR ohrožená. a je zařazena na seznam mapovaných druhů v rámci projektu Mapování a monitoring invazních druhů

## Galerie

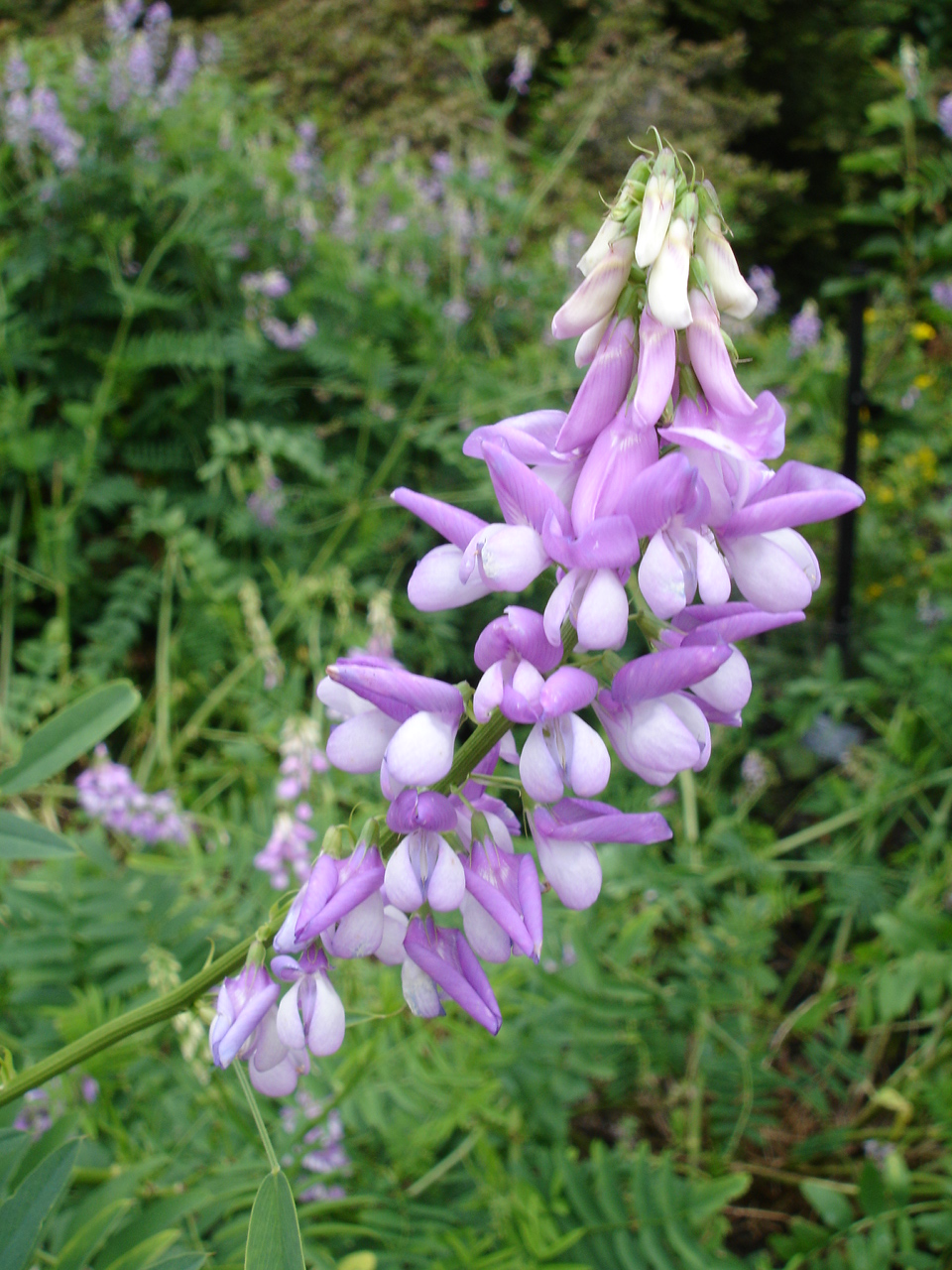
Květenství
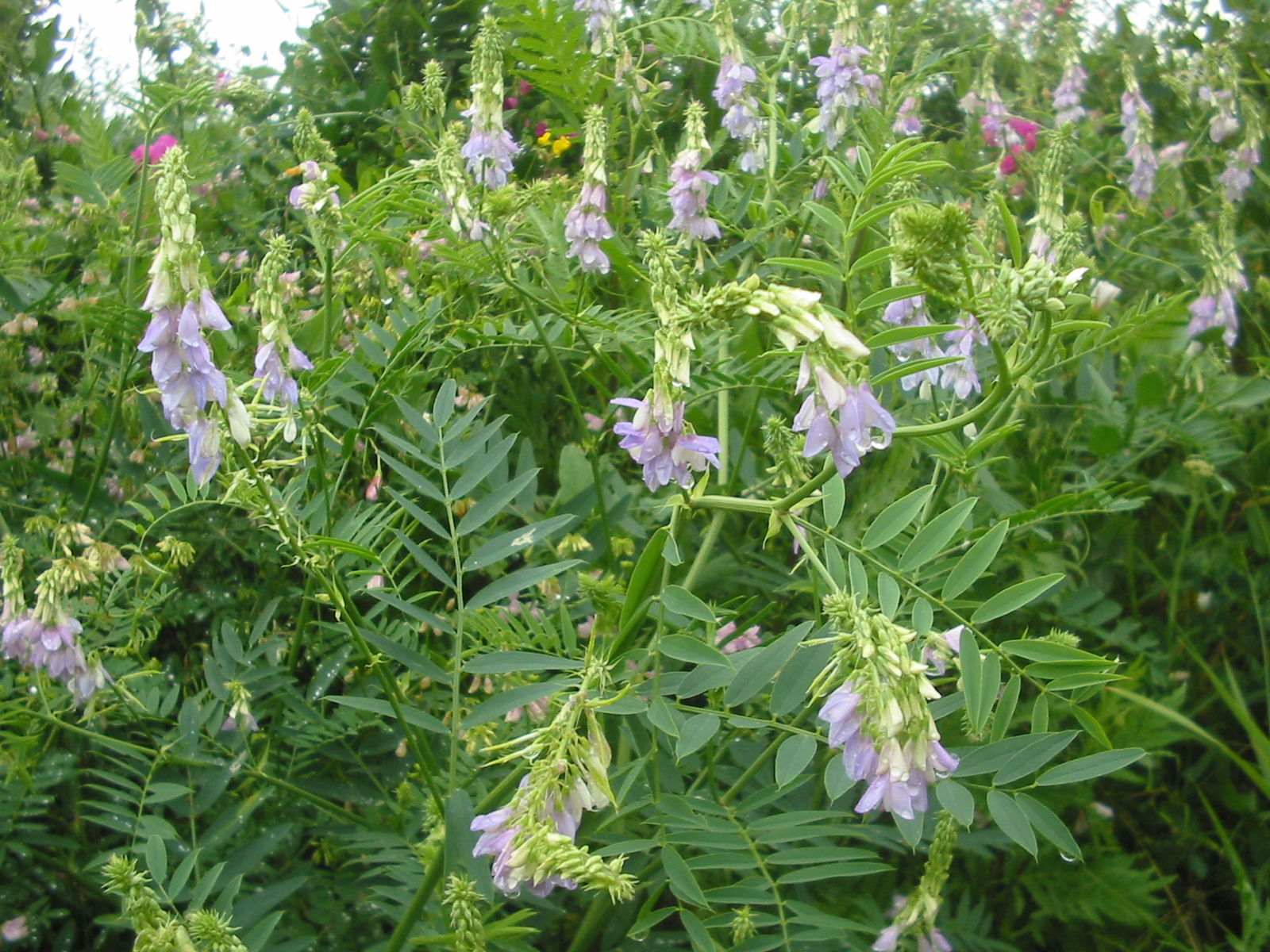
Kolonie rostlin
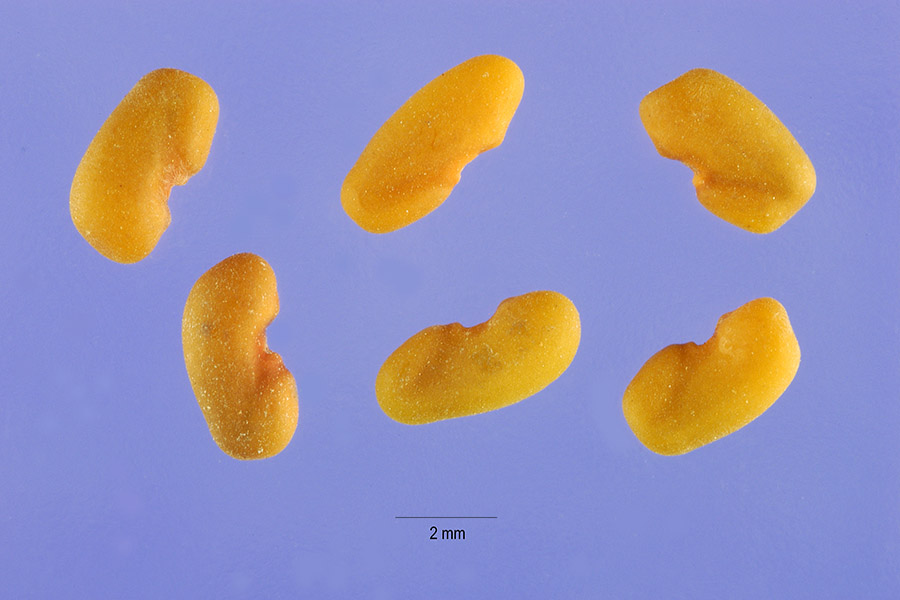
Semena